# Paul Orsatti
Paul Orsatti, né le 23 décembre 1941 à Ajaccio, est un footballeur français. Il évoluait au poste de gardien de but.

## Biographie
À 18 ans, Paul Orsatti devient joueur de football professionnel. Il joue notamment au Sporting Club de Bastia et au Paris FC dans les années 1960-1970. Il pense arrêter sa carrière de joueur en juin 1974 lorsque l'US Toulouse lui confie la direction technique de son équipe professionnelle. Mais l'aventure tourne court, entre juillet et septembre 1974, et Paul Orsatti est licencié de son poste d'entraîneur. L'affaire connaîtra son épilogue devant la Cour de Cassation, Chambre sociale, le 3 mars 1977. Partant de Toulouse, Paul Orsatti signe au Paris FC le 27 novembre 1974. 
Il entraîne par la suite de nombreuses équipes : Besançon, Toulon, Martigues, le Gazélec Ajaccio. Il ouvre en parallèle un centre de formation de football de la seconde chance à Ajaccio (Institut Sportif de Formation, ISF) en 1998. En septembre 2011, il est coach au FC Lorient entraîné par Christian Gourcuff, notamment sur la préparation mentale des joueurs. En 2012, il passe le relais à Raymond Domenech.

## Palmarès
- Champion de France de D2 en 1968 avec le Sporting Club de Bastia

## Récompenses et distinctions

### Décorations
- Chevalier de l'ordre national du Mérite (décret du 14 novembre 2013)[1]